# Donnchadh mac Éamoinn
Donnchadh mac Éamoinn Ó Cellaigh († XVIe siècle), 27e roi d'Uí Maine issu de la lignée des Ó Ceallaigh (anglicisé en  O' Kellys), il règne de  1536 à après 1557.

## Origine
Donnchadh mac Éamoinn Ó Cellaigh est le fils d'Éamonn, fils cadet de Aodh mac Briain un précédant souverain.

## Règne
En 1536 Domnall fils de Donnchad Ó Cellaig (†  1484), un brave valeureux, Tanaiste des Ui Maine de Caras au  Grian, et le fils de son frère, c'est-à-dire Eicnechan fils de  Maelsechlainn fils de Donnchad Ó Cellaig, sont assassinés traitreusement par avec Maelsechlainn fils de Uilliam fils de Maelsechlainn Ó Cellaig des  Fews d'Athlone, à l'instigation des fils de Tadg fils de Donnchad Ó Cellaig, c'est-à-dire les fils du propre frère de Domnall,.
Le règne de Donnchadh qui lui succède voit la vassalisation finale des Uí Maine par les seigneurs de Clanricard, après deux siècles d'indépendance virtuelle et saisi de leurs domaines par la Famille de Bourg au XIIIe siècle. Le seigneur de Clanricard avait épousé la fille de Ó Madadhan du Síol Anmchadha - un vassal des Ui Cellaigh au sein de leur royaume. La résidence de Ó Madadhan, Portumna, devient de ce fait la propriété des Clanricard qui abandonnèrent la cité de Loughrea.

## Guerre et indépendance politique contestée
Les guerres menées par  Ulick Burke Mac an Iarla, qui ont éclaté régulièrement entre c.1544 et 1583 ont grandement perturbé et parfois dévasté l'Ui Maine, certains notables seigneurs anglais semblent être vaincus par les Irlandais, y compris les Disputés, jusqu'au début de la Guerre de Neuf Ans en Irlande. Il faudra attendre le début du XVIIe siècle, pour qu'une grande partie de leur indépendance « politique » soit détruite et qu'il entre pleinement dans le cadre de l'administration anglo-irlandaise basée à Dublin. Le titre de « roi de Ui Maine » sera « interdit » et « jugé » en faveur de celui moins menaçant de  « Chef de nom et d'armes ». Toutefois cette paix n'a pas duré longtemps, car les O'Cellaigh ont été introduits dans une nouvelle vague de guerres en Irlande comme le mentionne les Annales des quatre maîtres:
« Une incursion a été faite par O'Kelly et les descendants de Breasal O'Madden dans Sil-anmchadha, contre Melaghlin God O'Madden. Les habitants du pays se mirent à leur poursuite et les attaquèrent ; mais ils retournèrent sur eux leurs poursuivants, et en tuèrent plus de quarante ; et le territoire d'Ormond sentit la perte subie dans cette bataille »
Donnchadh mac Éamoinn disparait des sources après 1557 il laisse un fils Aodh mac Donnchadha   30e roi d'Uí Maine (vers 1580-1590)  mais il a comme successeur comme  28e roi d'Uí Maine, son cousin Cellach mac Domhnaill (après 1557 - ? 1573) un fils de Domhnall mac Aodha na gCailleach 26e roi d'Uí Maine.

### Chef de nom
Au XVIIe siècle, le titre de Chef de nom et d'armes s'impose dans les familles gaéliques-irlandaises et chez certaines familles anglo-irlandaises, et depuis lors un aîné du clan est choisi par primogéniture, et est appelé Le Ó Cellaigh (ou, Le O'Kelly).

## Sources
- (en) T.W Moody, F.X. Martin et F.J. Byrne, A New History of Ireland IX Maps, Genealogies, Lists. A companion to Irish History part II, Oxford, Oxford University Press, 2011, 690 p. (ISBN 978-0-19-959306-4).